# Arrondissement Ambert
Arrondissement Ambert je francouzský arrondissement ležící v departementu Puy-de-Dôme v regionu Auvergne. Člení se dále na 8 kantonů a 55 obcí.

## Kantony
- Ambert
- Arlanc
- Cunlhat
- Olliergues
- Saint-Amant-Roche-Savine
- Saint-Anthème
- Saint-Germain-l'Herm
- Viverols